# 駒ヶ根市立赤穂小学校
駒ヶ根市立赤穂小学校（こまがねしりつ あかほしょうがっこう）は、長野県駒ヶ根市にある公立小学校である。

## 概要
- 校舎は、南校舎、北校舎、中校舎がある。

## 沿革
- 1872年（明治5年）　筑摩県下第52番小校が、安楽寺で始まる。
- 1889年（明治22年）　赤穂尋常小学校となる。
- 1892年（明治25年）　赤穂尋常高等小学校となる。
- 1910年（明治43年）　校舎が初めて鼠川の南側に建てられる。また、すずらんの校旗が制定される。
- 1919年（大正8年）　赤穂尋常高等小学校校歌が制定される。
- 1947年（昭和22年）　6・3制により、当校と赤穂町立赤穂中学校（現在の駒ヶ根市立赤穂中学校）に分かれる。
- 1948年（昭和23年）　7月1日に駒ヶ根市制により現校名「駒ヶ根市立赤穂小学校」と改称する。
- 1955年（昭和30年）　パンによる完全学校給食が始まる。
- 1959年（昭和34年）　木造校舎から鉄筋校舎へと建て替えられる。また、旧中校舎が落成する。
- 1962年（昭和37年）　プールが完成する。
- 1966年（昭和41年）　第一体育館が落成する。
- 1970年（昭和45年）　給食室新築　下平分校を当校へ統合する。
- 1971年（昭和46年）　開校百周年記念式典を行う。湯川秀樹の「一日生きることは…」の碑が建立される。
- 1972年（昭和47年）　南鉄筋校舎が落成する。「赤穂小学校百年史」を刊行する。
- 1975年（昭和50年）　当校より分離して駒ヶ根市立赤穂東小学校が開校する。
- 1977年（昭和52年）　北校舎が完成する。
- 1978年（昭和53年）　第二体育館が落成する。
- 1983年（昭和58年）　理科観察池が完成する。
- 1994年（平成6年）　大規模校解消と赤穂地区の小学校児童数の均等化などを図るため、当校より分離して駒ヶ根市立赤穂南小学校が開校する[1]。
- 1997年（平成9年）　新プールが完成する。
- 2004年（平成16年）　中校舎（管理教室棟）が完成する。

## 通学区域
- 中割区・北割二区・北割一区・小町屋区・町一区・上穂町区[2]

## 出身者
- 加藤みどり（卒業当時は赤穂尋常高等小学校） - 青鞜社員、小説家
- 芦部信喜（卒業当時は赤穂尋常高等小学校） - 憲法学者
- 杉本幸治 - 元駒ヶ根市長
- 伊藤祐三 - 駒ヶ根市長

## 周辺
- 駒ヶ根市立赤穂中学校 - 進学先中学校[2]
- 駒ヶ根市役所
- 国道153号（三州街道）
- 小町屋駅
- 鼠川 - 隣接する駒ヶ根市立赤穂中学校との敷地を隔てている。